# Tetilla africana
Tetilla africana är en svampdjursart som beskrevs av Claude Lévi 1959. Tetilla africana ingår i släktet Tetilla och familjen Tetillidae.
Artens utbredningsområde är havet utanför São Tomé och Príncipe. Inga underarter finns listade i Catalogue of Life.